# Squartatore di Atlanta
Lo squartatore di Atlanta (The Atlanta Ripper) è stato un serial killer mai identificato sospettato di aver ucciso almeno quindici donne ad Atlanta nel 1911.

## Vicenda
Il 28 maggio 1911, il corpo di Belle Walker, una cuoca afroamericana, fu trovata a 20 metri da casa a Garibaldi Street, ad Atlanta. Le era stata tagliata la gola e il delitto fu descritto nell'Atlanta Constitution con il titolo "Negro Woman Killed; No Clue to Slayer", (donna di colore uccisa, nessun indizio). Il 15 giugno, un'altra donna afroamericana, Addie Watts, fu trovata con la gola tagliata, seguita il 27 giugno da Lizzie Watkins.

## Le indagini
Le ricerche per il serial killer, soprannominato "lo squartatore di Atlanta" dalla stampa, fecero finire sei persone nell'elenco dei sospettati, ma non fu emessa alcuna condanna, e il crimine non è mai stato risolto. Verso la fine del 1911, quindici donne, tutte afroamericane o con la pelle scura, e sui vent'anni, furono uccise nello stesso modo. Lo "squartatore" potrebbe aver ucciso fino a 21 persone, nonostante non ci fosse nessuna prova decisiva che confermasse che gli omicidi fossero stati compiuti da una sola persona.